# Пас луталица (филм)
Пас луталица је јапански филм из 1949. који је режирао Акира Куросава.